# Zoran Šorov
Zoran Šorov –en serbio, Зоран Шоров– (17 de noviembre de 1961) es un deportista yugoslavo que compitió en lucha libre. Ganó dos medallas en el Campeonato Europeo de Lucha, plata en 1987 y bronce en Campeonato Europeo de Lucha de 1991.
Participó en tres Juegos Olímpicos de Verano, entre los años 1984 y 1992, ocupando el sexto lugar en Los Ángeles 1984 y el 11.º lugar en Barcelona 1992.

## Palmarés internacional
| Campeonato Europeo | Campeonato Europeo        | Campeonato Europeo | Campeonato Europeo |
| Año                | Lugar                     | Medalla            | Categoría          |
| ------------------ | ------------------------- | ------------------ | ------------------ |
| 1987               | Veliko Tarnovo (Bulgaria) | Medalla de plata   | 57 kg              |
| 1991               | Stuttgart (Alemania)      | Medalla de bronce  | 57 kg              |